# Nemophila aphylla
Nemophila aphylla là loài thực vật có hoa trong họ Mồ hôi. Loài này được (L.) Brummitt mô tả khoa học đầu tiên năm 1972.